# Диамантеногърба сладководна костенурка
Malaclemys terrapin е вид влечуго от семейство Блатни костенурки (Emydidae), единствен представител на род Malaclemys.

## Разпространение
Видът е разпространен в САЩ.